# 天主教韋索教區
天主教韋索教區（拉丁語：Dioecesis Uessitana）是剛果共和國一個羅馬天主教教區，屬奧旺多總教區。教區於1983年7月6日成立。
教區位於桑加省，教座位於首府韋索。
教區於2020年時有25500名教友（佔轄區總人口22.4%）、6個堂區和26名司鐸，面積為56800平方公里。現任教區主教為毅夫·瑪利亞·莫諾，榮休主教為哈威·伊圖瓦。